# La Femme en blanc
Pour les articles homonymes, voir Femme en blanc.
La Femme en blanc ou La Dame en blanc (The Woman in White) est un roman britannique de Wilkie Collins, publié en 1860. Il est traduit en français l'année suivante, et constitue le premier roman-feuilleton publié par le nouveau journal Le Temps, du 25 avril au 21 août 1861.
Il s'agit d'un des premiers exemples de roman policier.

## Résumé
Walter Hartright, un jeune professeur en art, vient en aide à une belle et mystérieuse femme toute de blanc vêtue. Il apprend peu après qu'il s'agit d'une folle échappée d'un asile. Le jour suivant, il se rend à Limmeridge House dans le Cumberland où il s'est vu offrir un emploi.  Or, parmi ses nouveaux élèves, la jeune Laura Fairlie ressemble fort à la femme en blanc qu'il a  secourue...

## Prix et honneurs
La Femme en blanc occupe la 28e place au classement des Cent Meilleurs Romans policiers de tous les temps établi par la Crime Writers' Association en 1990.

## Allusions dans d'autres œuvres
Le thème de la ressemblance entre les deux sœurs a inspiré à Féval son roman Le Dernier Vivant (1873).

## Adaptations

### Films
- 1917 : The Unfortunate Marriage, film américain réalisé par Ernest C. Warde, avec Florence La Badie (Laura), Gertrude Dallas (Marian), Richard Neill (Percival), Arthur Bauer (Fosco)
- 1940 : Meurtres à la maison noire (Crimes at the Dark House), film britannique réalisé par George King, avec Sylvia Marriott (Laurie), Hilary Eaves (Marian), Tod Slaughter (Percival), Hay Petrie (Fosco)
- 1948 : La Femme en blanc (The Woman in White), film américain réalisé par Peter Godfrey, avec Alexis Smith (Marian), Gig Young (Walter), Eleanor Parker (Laura), Sydney Greenstreet (Comte Fosco), Agnes Moorehead (Comtesse Fosco)
- 1982 : La Femme en blanc (Zhenshchina v belom), film soviétique réalisé par Vadim Derbenyov

### Séries télévisées
- 1970 : La Femme en blanc, série télévisée française, en 13 épisodes de 26 minutes, réalisée par Pierre Gautherin, avec Colette Bergé (Marian), Bernard Rousselet (Walter), Paloma Matta (Laura), François Chaumette (Fosco)

### Téléfilms
- 1997 : La Femme en blanc (The Woman in White), téléfilm britannique réalisé par Tim Fywell, avec Tara Fitzgerald (Marian), Andrew Lincoln (Walter), Justine Waddell (Laura), Kika Markham (Comtesse Fosco), Simon Callow (Comte Fosco)

### Comédie musicale
- 2004 : The Woman in White d'Andrew Lloyd Webber et David Zippel

### Jeux
- Victorian Mysteries: La Femme en blanc (The Woman in White) Big Fish Games